# Telmatoscopus mysorensis
Telmatoscopus mysorensis és una espècie d'insecte dípter pertanyent a la família dels psicòdids que es troba a Àsia: l'Índia.